# پرش عضلانی
ماهیچه‌لرزه یا فاسیکولاسیون (به انگلیسی: Fasciculation) به پریدن ضعیف و موزون ماهیچه در حین انقباض‌های تقریباً غیرارادی یا ناشی از طرز استقرار بدن گفته می‌شود.
ماهیچه‌لرزه عبارت است از انقباض‌های مکرر و خود به خودی یک یا چند واحد حرکتی. این حالت نشان دهنده ارسال پیام عصبی غیرطبیعی از یک نورون حرکتی تحتانی به تمام فیبرهای ماهیچه‌ای آن واحد حرکتی است. ماهیچه‌لرزه‌ها از روی پوست قابل مشاهده بوده که ممکن است به مدت نیم تا دو ثانیه به طول انجامند. این انقباضات خود به خودی ماهیچه را می‌توان از طریق الکترومیوگرافی (EMG) از روی پوست به واسطه دو الکترود، از طریق منحنی تغییرات پتانسیل‌های الکتریکی (ولتاژ) ایجاد شده که ماهیچه‌نگاشت برقی (الکترومیوگرام) نامیده می‌شود، بررسی نمود. ماهیچه‌لرزه در الکترومیوگرام که از روی پوست ماهیچه ثبت می‌شود، پتانسیل‌های دوره‌ای ضعیف را نشان می‌دهد.
جهت بررسی وجود یا عدم وجود پتانسیل‌های تارلرزه (فیبریلاسیون) ماهیچه، از الکترومیوگرافی به‌واسطه یک الکترود سوزنی که به داخل ماهیچه می‌رود، استفاده می‌گردد.

## علل
برخی از عواملی که ممکن است باعث ایجاد ماهیچه‌لرزه شوند عبارتنداز:
- تخریب نورون‌های حرکتی شاخ پیشین نخاع (همانند بیماری فلج اطفال و بیماری اسکلروز جانبی آمیوتروفیک)
- آسیب عصب محیطی (مثلاً قطع عصب به دنبال ضربه در چند روز اول)
- گاهی ماهیچه‌لرزه در ماهیچه‌های سالم پس از ورزش شدید ایجاد می‌شود.
- کم‌آبی شدید
- مسمومیت با ارگانوفسفره‌ها
- اسکلروز جانبی آمیوتروفیک
- استرس
- هیپوگلیسمی
- اضطراب
- ام اس